# Journalistenpreis Bahnhof
Der Journalistenpreis Bahnhof wurde von 1998 bis 2024 jährlich von Adam-Claus Eckert, dem langjährigen Vorsitzenden des Verbandes Deutscher Bahnhofsbuchhändler und Gesellschafter der Unternehmensgruppe Dr. Eckert, gestiftet, um herausragende journalistische Leistungen in deutschsprachigen Printmedien zum Thema Bahnhof auszuzeichnen. Der Journalistenpreis wurde nach Angaben des Stifters „1998 aus Anlass des 75. Bestehens unserer Firma [...] gestiftet [und] von Anfang an auf 25 Jahre angelegt“.
Der Preis war mit 10.000 DM bzw. 5000 € dotiert. Die preiswürdigen redaktionellen Beiträge sollen insbesondere die Funktionen und die Entwicklung des Bahnhofs als Kulminationspunkt zwischen Mobilität, Stadtentwicklung und Servicezentrum behandeln.

## Bisherige Preisträger
Die Jahreszahlen beziehen sich auf das Erscheinen der ausgezeichneten Arbeit.
- 1998 Susanne Kippenberger
- 1999 Martin Ebner
- 2000 Michael Martens
- 2001 Frank Herold
- 2002 Beatrice Eichmann-Leutenegger
- 2003 Walter Wille
- 2004 Peter Neumann
- 2005 Jörg Magenau
- 2006 Stefan Schomann (Textredakteur) und Peter Ginter (Fotos)
- 2007 Sebastian Moll
- 2008 Achim Wörner
- 2009 Tina Veihelmann
- 2010 Jan Wiele
- 2011 Eberhard von Elterlein
- 2012 Werner Huber
- 2013 Manfred Köhler
- 2014 Friederike Gräff
- 2015 Ursula Scheer
- 2016 Uta Keseling
- 2017 Michael Braun Alexander[2]
- 2018 Holger Fröhlich
- 2019 (Keine Preisvergabe)
- 2020 Holger Gertz
- 2021 Nils Minkmar[3]
- 2022 Katja Lutska, Christoph Reuter und Alexander Sarovic[4]
- 2023 Corinna Budras und Niklas Maak[1]